# Ebly
Pour les articles homonymes, voir Ebly (homonymie).
Ebly est une marque française de blé précuit, créée par une coopérative agricole près de Châteaudun, en Eure-et-Loir.

## Histoire
En 1995, Ebly, en partenariat avec l'INRA, et la coopérative agricole beauceronne Le Dunois finance le développement d'un procédé de précuisson, qu'elle fait breveter, simplifiant la consommation de blé comme un légume,. La cuisson est alors d'environ 15 minutes, réduite ensuite à 10–12 minutes.
Les promoteurs construisent une usine sur le site de Marboué et lancent le produit en 1999 sous la marque « Ebly ».
En 2000, la coopérative s'associe avec le groupe américain Mars Incorporated,.
En 2016, la marque étend sa gamme, et investit 1,1 million d'euros dans la mise en place d'une nouvelle ligne de production destinée à la création de quatre nouveaux produits de mélanges de céréales. 22 000 tonnes sont transformées tous les ans sur le site de Marboué, en blé prêt à cuire et en sachets micro-ondables Ebly